# Monti Rifei

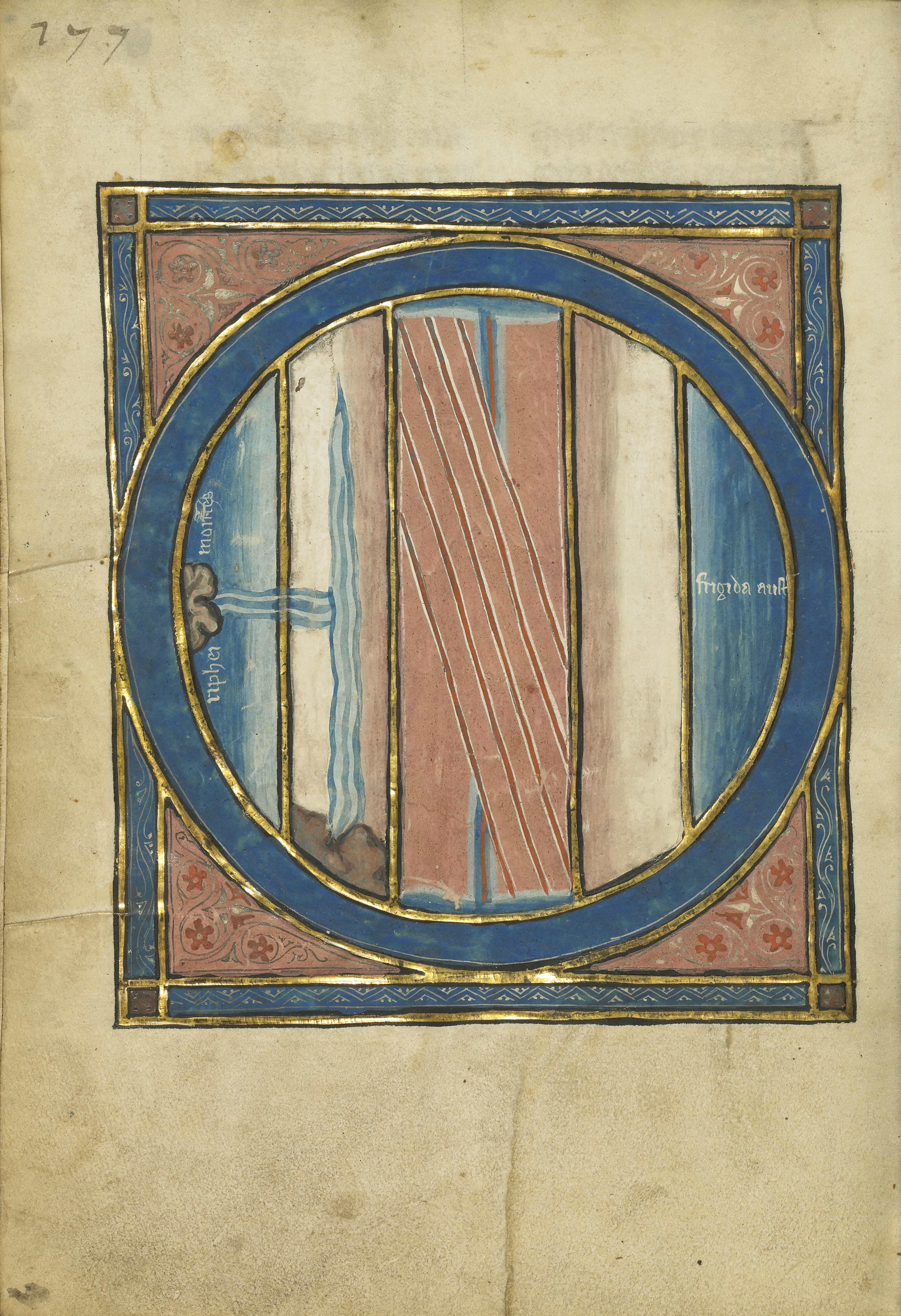
Le zone climatiche in una mappa del mondo franco-fiamminga (1277 ca.). I monti Rifei (riphei montes) si trovano all'estremo nord (a sinistra).

Nella geografia greco-romana, i monti Rifei (o Ripei; in greco antico Ῥιπαῖα ὄρη: Ripaía óri; in latino Rhipaei o Riphaei montes) erano una presunta catena montuosa nell'estremo nord dell'Eurasia. Il loro nome sembra derivare dal termine greco ῥιπή (ripí), che significa «raffica di vento». Considerati spesso il confine settentrionale del mondo conosciuto, i Rifei erano descritti da autori classici e medievali come luoghi di freddo intenso e coperti di neve perenne. Per i geografi antichi, da questi rilievi prendevano origine sia il vento di settentrione (Borea) sia alcuni grandi fiumi, tra cui il Dnepr, il Don e il Volga. Secondo la maggior parte delle descrizioni dell'epoca, la loro ubicazione corrisponderebbe all'incirca alla regione del Volga nell'odierna Russia.

## Storia
Riferimenti antichi ai monti Rifei compaiono già negli scritti del poeta corale greco Alcmane (VII secolo a.C.) e del drammaturgo ateniese Sofocle (V secolo a.C.). Molti altri autori greci menzionarono i Rifei, tra cui Aristotele, Ippocrate, Callimaco, Apollonio Rodio e Claudio Tolomeo. Anche alcuni autori romani, come Plutarco, Virgilio e Plinio il Vecchio, li citarono nella letteratura latina. Nella tarda antichità e nell'alto Medioevo, Solino, Marziano Capella, Orosio e Isidoro di Siviglia continuarono a dare rilievo a questa catena montuosa nelle opere geografiche. Tuttavia, tali scrittori non concordavano sulla posizione esatta dei monti Rifei e una minoranza di geografi (ad esempio Strabone) ne mise persino in dubbio l'esistenza. In epoca antica gli abitanti dei rilievi furono chiamati in vari modi, tra cui «Rifei» (Pomponio Mela) o «Arimaspi» (Plinio). Alcuni geografi situarono inoltre la dimora dei leggendari Iperborei nelle regioni inaccessibili a nord dei Rifei. Pur comparendo soltanto nella geografia greca o di influenza ellenica, il nome dei monti Rifei venne talvolta messo in relazione, da parte di teologi cristiani, con Rifat, figlio di Gomer in Genesi 10. Il Libro dei Giubilei (8:12, 16, 28) menziona anche una catena montuosa chiamata Rafa, che alcuni hanno cautamente collegato ai Rifei.

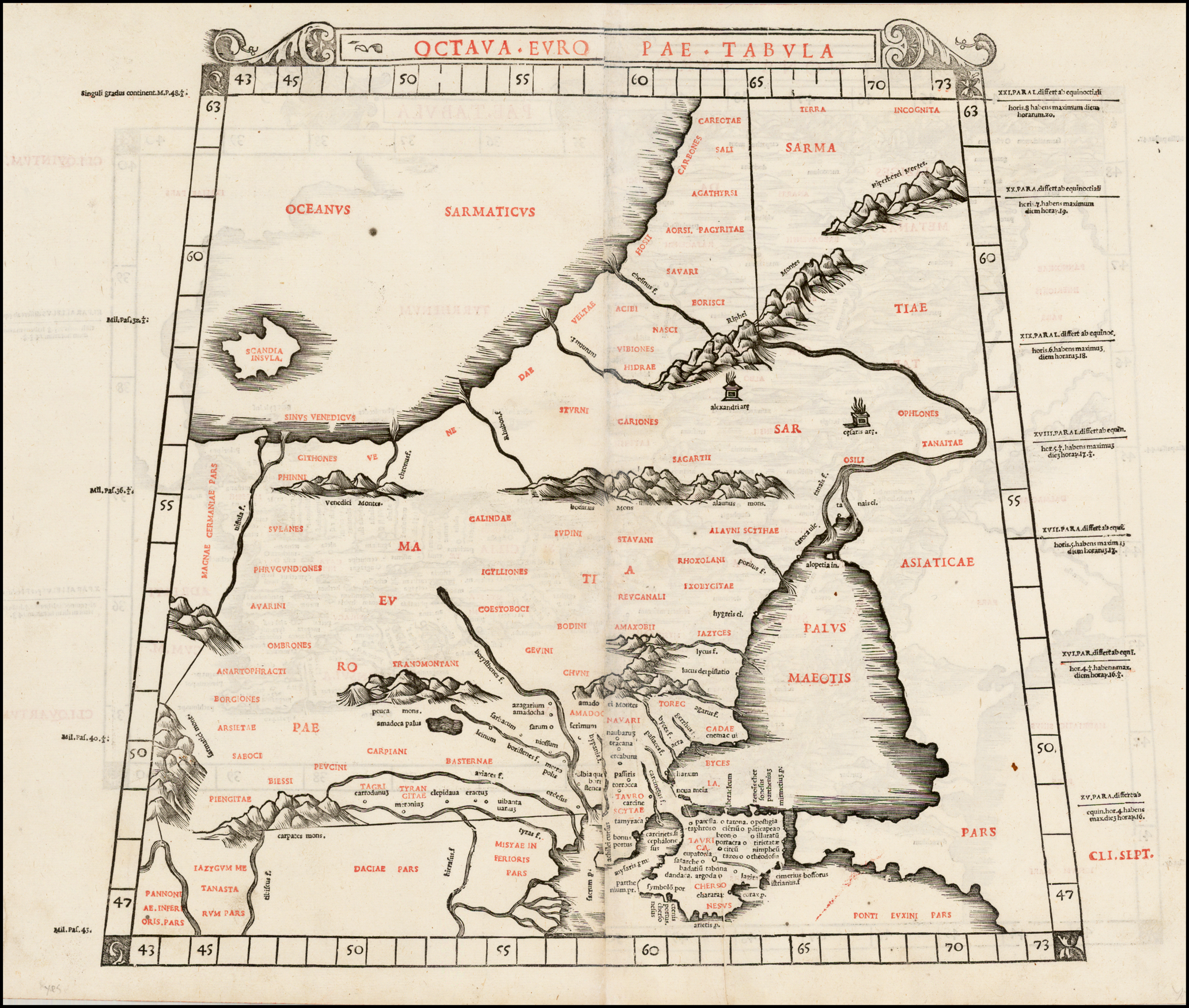
Mappa rinascimentale dell'Europa orientale di Bernardo Silvano (Venezia, 1511). I monti Rifei (e «Iperborei») sorgono all'estrema destra.

Alla fine del XV secolo, in Europa occidentale, la riscoperta della Geografia di Claudio Tolomeo portò alla realizzazione di nuove carte della «Sarmatia», dove figuravano in evidenza anche i monti Rifei. Parallelamente, i rapporti più stretti con il Granducato di Mosca spinsero umanisti e ambasciatori del Rinascimento a dibattere, nella prima metà del Cinquecento, l'effettiva esistenza dei Rifei. Alcuni, come Maciej Miechowita e Paolo Giovio, sostenevano che non esistessero affatto, mentre altri, tra cui gli ambasciatori Francesco Da Collo e Sigismund von Herberstein, ritenevano che i monti Rifei dell'antichità corrispondessero agli Urali, da poco esplorati dalla Moscovia. Nel corso del XVI secolo, i Rifei finirono per scomparire gradualmente dalle mappe occidentali dell'Europa orientale,  insieme a molte altre ipotesi antiche sulla regione.
Nonostante dal XVI secolo in poi si sia spesso associata questa catena montuosa agli Urali, l'identità originaria dei Rifei in epoca classica rimane incerta. Sia le Alpi sia i Carpazi, oltre agli stessi Urali, sono stati suggeriti come possibili ispirazioni reali per i monti Rifei.

## Omonimi
La catena montuosa lunare nota come Montes Riphaeus riprende il nome dai monti Rifei. Johannes Hevelius fu il primo astronomo a introdurre tale riferimento nel paesaggio lunare, mentre a Johann Heinrich von Mädler si deve l'attuale denominazione dei Montes Riphaeus. Anche il periodo geocronologico «Rifeano» deriva da questi monti, in riferimento agli Urali.